# 옥천사
옥천사(玉泉寺)는 대한민국 경상남도 고성군 개천면 연화산에 위치한 신라 천년의 고찰이다.
676년에 의상조사가 창건한 화엄 10대 사찰로 이곳에는 보물 제495호인 임자명반자, 지방문화재인 대웅전, 향로(유형문화재 제59호), 대종(유형문화재 제60호) 등이 있으며, 청연암, 백연암, 연대암 등 3개의 암자와 청담스님의 사리탑 등이 빼어난 조형미를 갖추고 있어 연간 30만여 명의 관광객이 찾아든다.

## 현지 안내문
연화산 옥천사는 의상대사가 당나라 지엄법사에게서 화엄학을 공부하고 돌아와, 화엄을 강론하기 위해 670년(신라 문무왕 10년)에 창건한 절이다. 절의 이름은 대웅전 좌측에 끊임없이 솟아나는 달고 맛있는 샘이 있다는 것에서 유래하였다. 지금은 비록 하동 쌍계사의 말사이지만, 당시에는 화엄종찰로 지정된 화엄 10대 사찰 중의 하나였다.
이곳에 지어진 절은 여러 차례의 중창 과정을 거쳤다. 통일신라시대의 진경국사와 고려 시대의 진각국사 등이 이 절에 기거하며 수학하였고, 임진·정유왜란 때는 구국 승병의 군영 역할을 수행함으로써 호국사찰의 기능도 수행하였다. 그 때문에 일본군에 의해 불타는 운명을 맞기도 하였다. 옥천사는 1700년대에는 이전에 비해 훨씬 큰 규모로 중창되었다. 일설에는 이때 대규모로 중창이 이루어진 것은 단순한 종교적 기능뿐만 아니라, 호국 사찰의 기능까지 수행하면서 국가로부터 지원을 받았기 때문이라고 한다. 실제로 1733년(영조 9면)부터 1842년(헌종 8년)까지 이 절에는 340여명의 군정이 기거했으며, 12건물과 12물레방아가 있었다는 기록이 있다. 그런 점에서 옥천사는 한국의 대표적인 호국사찰이었던 셈이다. 20세기 들어서는 광복 이후 교단 정화와 불법 중흥을 위해 헌신한 청담대종사가 1927년에 첫 승려 생활을 한 곳으로 유명하다. 매년 음력 9월 27일에는 이곳에서 이 절을 개창한 의상대사와 청담대종사의 열반제가 거행되고 있다. 이 절에는 보물 제495호인 임자명반자와 자방루, 경상남도 유형문화재인 대웅전, 향로, 범종 등의 문화재가 있고, 백련암, 청련암, 연대암 등의 부속 암자가 있다.

## 소장 문화재

### 보물
- 고성 옥천사 청동북 - 보물 제495호
- 고성 옥천사 지장보살도 및 시왕도 - 보물 제1693호
- 옥천사 자방루 - 보물 제2204호

### 유형문화재
- 옥천사향로 - 경상남도 유형문화재 제59호
- 옥천사대종 - 경상남도 유형문화재 제60호
- 옥천사대웅전 - 경상남도 유형문화재 제132호
- 고성옥천사소장품 - 경상남도 유형문화재 제299호
- 고성 옥천사 제석천도 - 경상남도 유형문화재 제618호
- 고성 옥천사 연대암 지장시왕도 - 경상남도 유형문화재 제619호

### 문화재자료
- 옥천사명부전 - 경상남도 문화재자료 제146호

## 참고 자료
- 옥천사 - 국가유산청 국가유산포털
- 이 문서에는 다음커뮤니케이션(현 카카오)에서 GFDL 또는 CC-SA 라이선스로 배포한 글로벌 세계대백과사전의 내용을 기초로 작성된 글이 포함되어 있습니다.